# Chelostoma forcipatum
Chelostoma forcipatum är en biart som först beskrevs av Raymond Benoist 1928.  Chelostoma forcipatum ingår i släktet blomsovarbin, och familjen buksamlarbin. Inga underarter finns listade i Catalogue of Life.